# Hugelia brauntonii
Hugelia brauntonii là một loài thực vật có hoa trong họ Polemoniaceae. Loài này được (Jeps. & H. Mason) Jeps. & H. Mason mô tả khoa học đầu tiên năm 1925.